# Campeonato Europeu de Esportes Aquáticos de 1977
O Campeonato Europeu de Esportes Aquáticos de 1977 foi a 14ª edição do evento organizado pela Liga Europeia de Natação (LEN). A competição foi realizada entre os dias 14 e 21 de agosto de 1977 no complexo de natação Rosenlundsbadet, em Jönköping na Suécia. 

## Medalhistas

### Natação
Masculino
| Evento          | Ouro                                                                                      | Ouro     | Prata                                                                             | Prata    | Bronze                                                                            | Bronze   |
| 100 m Livre     | Peter Nocke · Alemanha Ocidental                                                          | 51.55    | Vladimir Bure · União Soviética                                                   | 52.02    | Marcello Guarducci · Itália                                                       | 52.11    |
| 200 m Livre     | Peter Nocke · Alemanha Ocidental                                                          | 1:51.72  | Andrei Krylov · União Soviética                                                   | 1:51.77  | Marcello Guarducci · Itália                                                       | 1:52.35  |
| 400 m Livre     | Sergei Rusin · União Soviética                                                            | 3:54.83  | Frank Wennmann · Alemanha Ocidental                                               | 3:55.47  | Frank Pfütze · Alemanha Oriental                                                  | 3:56.48  |
| 1500 m Livre    | Vladimir Salnikov · União Soviética                                                       | 15:16.45 | Valentin Parinov · União Soviética                                                | 15:30.05 | Borut Petrič · Iugoslávia                                                         | 15:30.74 |
| 100 m Costas    | Miloslav Rolko · Tchecoslováquia                                                          | 58.35    | Zoltán Verrasztó · Hungria                                                        | 58.48    | Klaus Steinbach · Alemanha Ocidental                                              | 58.60    |
| 200 m Costas    | Zoltán Verrasztó · Hungria                                                                | 2:03.88  | Miloslav Rolko · Tchecoslováquia                                                  | 2:05.07  | Jan Thorell · Suécia                                                              | 2:05.22  |
| 100 m Peito     | Gerald Mörken · Alemanha Ocidental                                                        | 1:02.86  | Giorgio Lalle · Itália                                                            | 1:03.81  | Walter Kusch · Alemanha Ocidental                                                 | 1:04.17  |
| 200 m Peito     | Gerald Mörken · Alemanha Ocidental                                                        | 2:16.78  | Arsen Miskarov · União Soviética                                                  | 2:18.24  | Walter Kusch · Alemanha Ocidental                                                 | 2:21.05  |
| 100 m Borboleta | Roger Pyttel · Alemanha Oriental                                                          | 55.49    | Per Arvidsson · Suécia                                                            | 55.58    | John Mills · Reino Unido                                                          | 55.98    |
| 200 m Borboleta | Michael Kraus · Alemanha Ocidental                                                        | 2:00.40  | Roger Pyttel · Alemanha Oriental                                                  | 2:00.55  | Per Arvidsson · Suécia                                                            | 2:01.37  |
| 200 m Medley    | András Hargitay · Hungria                                                                 | 2:06.82  | Andrei Smirnov · União Soviética                                                  | 2:07.26  | Aleksandr Sidorenko · União Soviética                                             | 2:08.80  |
| 400 m Medley    | Sergei Fesenko · União Soviética                                                          | 4:26.83  | Andrei Smirnov · União Soviética                                                  | 4:28.81  | Csaba Sós · Hungria                                                               | 4:29.24  |
| 4x100 m Livre   | Alemanha Ocidental · Klaus Steinbach · Andreas Schmidt · Jürgen Könnecker · Peter Nocke · | 3:26>57  | Itália · Roberto Pangaro · Paolo Revelli · Paolo Sinegaelia · Marcello Guarducci  | 3:28.58  | União Soviética · Vladimir Bure · Sergey Labso · Sergey Kopliakov · Andrey Krylov | 3:28.91  |
| 4x200 m Livre   | União Soviética · Vladimir Raskatov · Sergey Rusin · Sergey Kopliakov · Andrey Krylov     | 7:28.21  | Alemanha Ocidental · Frank Wennmann · Klaus Steinbach · Peter Knust · Peter Nocke | 7:33.28  | Alemanha Oriental · Rainer Strohbach · Roger Pyttel · Detlev Grabs · Frank Pfutze | 7:36.94  |
| 4x100 m Medley  | Alemanha Ocidental · Klaus Steinbach · Gerald Mörken · Michael Kraus · Peter Nocke        | 3:48.73  | Alemanha Oriental · Lutz Wanja · Gregor Arnicke · Roger Pyttel · René Pläschke    | 3:49.42  | Reino Unido · James Carter · Duncan Goodhew · John Mills · Martin Smith           | 3:51.05  |

Feminino
| Evento          | Ouro                                                                                   | Ouro    | Prata                                                                                   | Prata   | Bronze                                                                             | Bronze  |
| 100 m Livre     | Barbara Krause · Alemanha Oriental                                                     | 56.55   | Enith Brigitha · Países Baixos                                                          | 57.09   | Petra Priemer · Alemanha Oriental                                                  | 57.20   |
| 200 m Livre     | Petra Thümer · Alemanha Oriental                                                       | 2:00.29 | Barbara Krause · Alemanha Oriental                                                      | 2:01.40 | Annelies Maas · Países Baixos                                                      | 2:01.76 |
| 400 m Livre     | Petra Thümer · Alemanha Oriental                                                       | 4:08.91 | Annelies Maas · Países Baixos                                                           | 4:09.40 | Barbara Krause · Alemanha Oriental                                                 | 4:14.39 |
| 800 m Livre     | Petra Thümer · Alemanha Oriental                                                       | 8:39.32 | Annelies Maas · Países Baixos                                                           | 8:39.33 | Marina Altmann · Alemanha Oriental                                                 | 8:52.94 |
| 100 m Costas    | Birgit Treiber · Alemanha Oriental                                                     | 1:02.63 | Ulrike Richter · Alemanha Oriental                                                      | 1:03.87 | Kaire Indrikson · União Soviética                                                  | 1:05.25 |
| 200 m Costas    | Birgit Treiber · Alemanha Oriental                                                     | 2:13.10 | Ulrike Richter · Alemanha Oriental                                                      | 2:16.67 | Carmen Bunaciu · Roménia                                                           | 2:17.98 |
| 100 m Peito     | Yulia Bogdanova · União Soviética                                                      | 1:11.89 | Carola Nitschke · Alemanha Oriental                                                     | 1:13.12 | Ramona Reinke · Alemanha Oriental                                                  | 1:13.76 |
| 200 m Peito     | Yulia Bogdanova · União Soviética                                                      | 2:35.04 | Susanne Nielsson · Dinamarca                                                            | 2:35.34 | Eva-Marie Håkansson · Suécia                                                       | 2:38.05 |
| 100 m Borboleta | Andrea Pollack · Alemanha Oriental                                                     | 1:00.61 | Christiane Knacke · Alemanha Oriental                                                   | 1:00.71 | Ineke Ran · Países Baixos                                                          | 1:03.40 |
| 200 m Borboleta | Anett Fiebig · Alemanha Oriental                                                       | 2:12.77 | Andrea Pollack · Alemanha Oriental                                                      | 2:15.14 | Susan Jenner · Reino Unido                                                         | 2:15.45 |
| 200 m Medley    | Ulrike Tauber · Alemanha Oriental                                                      | 2:15.95 | Sabine Kahle · Alemanha Oriental                                                        | 2:17.79 | Olga Klevakina · União Soviética                                                   | 2:19.35 |
| 400 m Medley    | Ulrike Tauber · Alemanha Oriental                                                      | 4:45.22 | Sabine Kahle · Alemanha Oriental                                                        | 4:50.70 | Sharron Davies · Reino Unido                                                       | 4:54.95 |
| 4x100 m Livre   | Alemanha Oriental · Birgit Treiber · Birgit Wächtler · Petra Priemer · Barbara Krause  | 3:49.52 | Países Baixos · Ineke Ran · Anja van de Bogaerde · Annelies Maas · Enith Brigitha       | 3:52.95 | Reino Unido · Victoria Bullock · Mary Houston · Sharron Davies · Cheryl Brazendale | 3:55.77 |
| 4x100 m Medley  | Alemanha Oriental · Ulrike Richter · Carola Nitschke · Andrea Pollack · Barbara Krause | 4:14.35 | União Soviética · Kaire Indrikson · Yuliya Bogdanova · Olga Klevakina · Larisa Tsaryova | 4:18.12 | Alemanha Ocidental · Heike John · Dagmar Rehak · Karin Seick · Jutta Meeuw         | 4:19.05 |

### Nado sincronizado
Feminino
| Evento | Ouro                                      | Ouro    | Prata                                           | Prata   | Bronze                                | Bronze  |
| Solo   | Jackie Cox · Reino Unido                  | 157.630 | Marijke Engelen · Países Baixos                 | 143.20  | Renate Baur · Suíça                   | 140.420 |
| Dueto  | Reino Unido · Jackie Cox · Andrea Holland | 153.910 | Países Baixos · Marijke Engelen · Helma Giuvers | 144.240 | Suíça · Renate Baur · Liselotte Meyer | 140.590 |
| Equipe | Países Baixos                             | 150,320 | Reino Unido                                     | 149,770 | Suíça                                 | 136,030 |

### Saltos Ornamentais
Masculino
| Evento          | Ouro                               | Ouro   | Prata                                 | Prata  | Bronze                              | Bronze |
| Trampolim 3 m   | Falk Hoffmann · Alemanha Oriental  | 592,20 | Franco Cagnotto · Itália              | 572,70 | Alexandr Kosenkov · União Soviética | 536.67 |
| Plataforma 10 m | Vladimir Aleynik · União Soviética | 542.31 | David Hambartsumian · União Soviética | 541.35 | Falk Hoffmann · Alemanha Oriental   | 532.11 |

Feminino
| Evento          | Ouro                               | Ouro   | Prata                                  | Prata  | Bronze                           | Bronze |
| Trampolim 3 m   | Christa Köhler · Alemanha Oriental | 444.30 | Beate Rothe · Alemanha Oriental        | 418.35 | Irina Kalinina · União Soviética | 411.15 |
| Plataforma 10 m | Margit Schöpke · Alemanha Oriental | 363.00 | Elena Vaitsejovskaya · União Soviética | 359.19 | Irina Kalinina · União Soviética | 347.46 |

### Polo Aquático
| Evento    | Ouro    | Prata      | Bronze |
| Masculino | Hungria | Iugoslávia | Itália |

## Quadro de medalhas
| Ordem | País               | Medalha de ouro | Medalha de prata | Medalha de bronze | Total |
| ----- | ------------------ | --------------- | ---------------- | ----------------- | ----- |
| 1     | Alemanha Oriental  | 16              | 11               | 7                 | 34    |
| 2     | União Soviética    | 7               | 9                | 7                 | 23    |
| 3     | Alemanha Ocidental | 7               | 2                | 4                 | 13    |
| 4     | Hungria            | 3               | 1                | 1                 | 5     |
| 5     | Reino Unido        | 2               | 1                | 5                 | 8     |
| 6     | Países Baixos      | 1               | 6                | 2                 | 9     |
| 7     | Tchecoslováquia    | 1               | 1                | 0                 | 2     |
| 8     | Itália             | 1               | 3                | 3                 | 6     |
| 9     | Suécia             | 0               | 1                | 3                 | 4     |
| 10    | Iugoslávia         | 0               | 1                | 1                 | 2     |
| 11    | Dinamarca          | 0               | 1                | 0                 | 1     |
| 12    | Suíça              | 0               | 0                | 3                 | 3     |
| 13    | Roménia            | 0               | 0                | 1                 | 1     |
| Total | Total              | 37              | 37               | 37                | 111   |